# آلکسیس والدس
آلکسیس والدس (انگلیسی: Alexis Valdés؛ زادهٔ ۱۶ اوت ۱۹۶۳) کارگردان فیلم، نقاش، بازیگر، کمدین، مجری تلویزیون، تهیه‌کننده فیلم و فیلم‌نامه‌نویس اهل کوبا است.
از فیلم‌ها یا برنامه‌های تلویزیونی که وی در آن نقش داشته‌است، می‌توان به شب پادشاهان و تورنته ۲: مأموریت در ماربیا اشاره کرد.